# قائمة النقابات في الأردن
هذه الصفحة تحتوي على قائمة النقابات المهنية والعمالية في الأردن: 
| النقابة                                                | سنة التأسيس |
| ------------------------------------------------------ | ----------- |
| النقابة العامة للعاملين في المصارف والتأمين والمحاسبة  | 1961        |
| النقابة العامة للعاملين في المحلات التجارية            | 1976        |
| النقابة العامة للعاملين في الصناعات الغذائية           | 1953        |
| النقابة العامة للعاملين في البناء                      | 1953        |
| النقابة العامة للعاملين في المناجم والتعدين            | 1970        |
| النقابة العامة للعاملين في التعليم الخاص               | 1969        |
| النقابة العامة للعاملين في البترول والكيماويات         | 1963        |
| النقابة العامة للعاملين في الخدمات الصحية              | 1962        |
| النقابة العامة للعاملين في الكهرباء                    | 1960        |
| النقابة العامة للعاملين في الموانئ البحرية والتخليص    | 1954        |
| النقابة العامة للعاملين في النقل الجوي والسياحة        | 1970        |
| النقابة العامة للعاملين في البلديات                    | 1954        |
| النقابة العامة للعاملين في الغزل والنسيج والألبسة      | 1954        |
| النقابة العامة للعاملين في الطباعة والتصوير والورق     | 1954        |
| النقابة العامة للعاملين في الخدمات العامة والمهن الحرة | 1954        |
| النقابة العامة للعاملين في النقل البري والميكانيك      | 1954        |
| النقابة العامة للعاملين في السكك الحديدية              | 1946        |
| الإتحاد العام لنقابات العمال في الأردن                 | 1954        |
| نقابة الأطباء الأردنية                                 |             |
| نقابة أطباء الأسنان                                    |             |
| نقابة الأطباء البيطريين الأردنيين                      |             |
| نقابة الجيولوجيين الأردنيين                            |             |
| نقابة الصحفيين الأردنيين                               |             |
| نقابة صيادلة الأردن                                    |             |
| نقابة المحامين الأردنيين                               |             |
| نقابة مقاولي الإنشاءات الأردنيين                       |             |
| نقابة الممرضين والممرضات والقابلات القانونيات          |             |
| نقابة المهندسين الأردنيين                              |             |
| نقابة المهندسين الزراعيين الأردنيين                    |             |
| نقابة الفنانين الأردنيين                               |             |
| نقابة المعلمين الأردنيين                               |             |